# M/F Hamlet
M/F Hamlet er en bilfærge, der sejler mellem Helsingør og Helsingborg for Øresundslinjen (tidligere Scandlines/Forsea). Færgen ombygges til batteridrift i 2025.

## Historie
Færgen blev bygget i 1997 af Aker Finnyards i Raumo, Finland og leveredes til Scandlines 12. juni samme år. Hamlet sejlede sin første tur 1. juli 1997 og sejler under dansk flag. Ligesom som sine to forgængere er færgen af typen  "double-ended", altså med skiftende for akter og med klapper i begge ender. Den behøver derfor ikke vende i havnen som de ældre færger, hvilket sparer tid.
Færgen har samme navn som den første regulære færge på overfarten, S/S Hamlet, der sattes i trafik i 1842. Endnu en fartøj med navnet M/S Hamlet skulle have været sat i drift på overfarten i 1968, men da direktøren for rederiet døde i bilulykke, blev planerne lagt på is. I stedet blev det solgt til Svenska Rederi AB og sat i drift mellem København og Malmø i 1969.
Efter krav fra Helsingborgs stad udrustedes færgen i 2006 med katalysatorer for at mindske udslippet og dermed forbedre luften i Helsingør og Helsingborg.